# Hector Zazou
Hector Zazou (ur. 11 lipca 1948 w Algierii, zm. 8 września 2008 w Paryżu) – francuski kompozytor pochodzenia hiszpańsko-francuskiego, muzyk i producent muzyczny, który współpracował od 1976 roku z wieloma artystami o międzynarodowej renomie reprezentującymi rozmaite kultury świata, m.in. Laurie Anderson, Björk, John Cale, Dead Can Dance, Gérard Depardieu, Manu Dibango, Sandy Dillon, Brian Eno, Robert Fripp, Mimi Goese, Barbara Gogan, Mark Isham, Bill Laswell, Mad Professor, Sevara Nazarxon, Carlos Nuñez, włoski zespół PGR, Anne Grete Preux, Marc Ribot, Laurence Revey, Sainkho, Jane Siberry, Värttina, Suzanne Vega i Papa Wemba.
Zazou szczególnie często nagrywał w studiu z gitarzystą Lonem Kentem, wiolonczelistką i śpiewaczką Caroline Lavelle, trębaczem Christianem Lechevretelem, klarnecistą i flecistą Renuardem Pionem, obecnym perkusistą R.E.M. Billem Rieflinem i japońskim muzykiem i kompozytorem Ryūichim Sakamoto.
Jean-François Bizot rzekł o nim: «Les Anglais ont Peter Gabriel, les Américains David Byrne, les Français Hector Zazou.» („Anglicy mają Petera Gabriela, Amerykanie Davida Byrne’a, Francuzi Hectora Zazou”).

## Rys muzyczny
Dyskografia tego kompozytora i producenta odzwierciedla ogromny kosmopolityzm w podejmowaniu prac muzycznych wespół z muzykami reprezentującymi wielorakie środowiska muzyczne i tradycje narodowe, przy użyciu nowoczesnej techniki nagrywania, jak i różnorodnych treści dźwiękowych, przeważnie jako reinterpretacji tradycyjnego repertuaru pochodzącego z różnych zakątków świata. Natchniony albumem Petera Gabriela Passion (muzyka z filmu Ostatnie kuszenie Chrystusa reżyserii Martina Scorsese), Zazou opracował swe własne zestawienie muzycznych przeciwieństw (tradycyjnych i nowoczesnych, akustycznych i elektronicznych) na płycie pt. Les Nouvelles Polyphonies Corses.
Hector Zazou uważał swoją pracę w latach 80. za swoiste czeladnictwo w studiu muzycznym. Przykładowo, jego album Reivax au Bongo z 1986 zawiera eksperyment ze śpiewem muzyki poważnej wykonanym przy elektronicznej oprawie instrumentalnej. Za to, Géologies, jego album wydany w 1989, połączył kwartet smyczkowy z muzyką elektroniczną.
Jego płyty pochodzące z lat 90. i później, wydane pod własnym imieniem i nazwiskiem, to przeważnie albumy koncepcyjne oparte na motywach literackich czy folklorystycznych o określonej tematyce. Każde z tych zestawień to istna parada muzyków reprezentujących pop, folk, world music, muzykę awangardową i europejską muzykę poważną.
Jego album z 1992 pt. Sahara Blue oparty był na pomyśle Jacques’a Pasquiera o uczczeniu setnej rocznicy śmierci poety Arthura Rimbauda przez oprawę jego poezji w nowej muzyce Hectora Zazou. Toteż album zawiera recytacje typu spoken word w wykonaniu Gérarda Depardieu, i muzykę Brendana Perry’ego i Lisy Gerrard – członków zespołu Dead Can Dance, jak i Tima Semeona, oraz Davida Sylviana. Zazou nawet wykorzystał tradycyjną etiopską pieśń ludową.
W 1994 wydał z kolei album Chansons des mers froides (zatytułowanego dosłownie Songs from the Cold Seas dla potrzeb rynku anglojęzycznego, a co po polsku można ująć jako Pieśni z zimnych mórz). Album ten zawiera tradycyjne pieśni i piosenki ludowe z morskimi powiązaniami pochodzące z krajów północy, w tym Kanady, Finlandii, Islandii i Japonii. Nagranie zawiera wykonania przez takich znanych artystów rocku i muzyki pop jak Björk, Suzanne Vega, John Cale, Värttinä, Jane Siberry, czy Siouxsie Sioux, jak i nagrania szamanicznego skandowania i kołysanek takich ludów jak Ajnów, Nanajnów, Inuitów i Jakutów w wykonaniu rodowitych śpiewaków. Wśród instrumentalistów udział wzięli Mark Isham, Brendan Perry i Balanescu Quartet. Zazou wraz z kamerzystą odwiedził Alaskę, Kanadę, Grenlandię, Japonię, Skandynawię i Syberię. Singel „The Long Voyage” stanowił jedyny utwór kompozycji Zazou. A napisał go w podziękowaniu przedsiębiorstwu Sony, z wdzięczności za uzyskanie zupełnej swobody artystycznej w tworzeniu i wdrażaniu swojego planu działania co do tych Pieśni. Singel ten, w wykonaniu Suzanne Vega i Johna Cale, wydano w 1995, w zestawieniu z remiksami autorstwa producenta muzycznego Mad Professora jak i samego Zazou.
Lights in the Dark, album z 1989, przedstawił domniemaną starożytną, tradycyjną muzykę celtycką w interpretacji irlandzkich śpiewaków.
Nie wszystkie jego przedsięwzięcia spotkały się z przychylnym odbiorem. Np. jego owoc współpracy Sandy Dillon z 2000, album pt. 12 (Las Vegas is Cursed) jest postrzegany jako niepowodzenie finansowe i recenzyjne. W tekście książki pt. Sonora Portraits , dołączonej do późniejszego albumu pt. Strong Currents, Zazou napisze, że 12 (Las Vegas is Cursed) stanowił jego najambitniejsze wydanie muzyczne dotychczas, że jest to praca przesiąknięta wisielczym humorem, a instrumentalny utwór o tytule „Sombre” zawarty tamże, Zazou uważa za swoją najlepszą kompozycję.
Wydany w 2003 album pt. Strong Currents ma wokale wyłącznie kobiece, zaśpiewane przez m.in. Laurie Anderson, Melanie Gabriel, Lori Carson, Lisa Germano, Irene Grandi, Jane Birkin i Caroline Lavelle. Udział wzięli również instrumentaliści Ryūichi Sakamoto, Dennis Rea, Bill Rieflin i Archaea Strings. Praca nad tym nagraniem trwała aż 6 lat.
W 2004 Zazou wydał album-uzupełnienie, pt. L’absence, zawierający partie instrumentalne jak i szereg tych samych wokalistek, które stanowiły oprawę głosową Strong Currents, i dodatkowo wokal w wykonaniu francuskiego śpiewaka, Edo.
W ostatnich latach Hector Zazou udzielał się w zespole Slow Music wraz z takimi muzykami jak gitarzyści Robert Fripp i Peter Buck, basista Fred Chalenor, perkusista Matt Chamberlain i obsługujący instrumenty klawiszowe i perkusyjne Bill Rieflin. Udział Zazou w tym gronie to zasadniczo wsparcie muzyką elektroniczną, co także cechowało jego ostatnią ścieżkę dźwiękową do filmu niemego w reżyserji Carla Theodora Dreyera pt. La Passion de Jeanne d’Arc i spektakl multimedialny z udziałem różnych osób, także wydany jako album pt. Quadri+Chromies, gdzie Zazou stworzył obraz dźwiękowy za pomocą komputerów.
Obecnie, w 2008, nowa instalacja/witryna multimedialna Music Operator zawiera szereg najnowszych prac Hectora Zazou, m.in. graficznie, interaktywnie wskazując jego aktualne powiązania przy tle muzycznym jego autorstwa. W styczniu 2008 ukazał się kolejny album Hectora Zazou pt. Corps électriques z udziałem „jednej z pierwotnych riot grrrls” (w słowach Courtney Love), wokalistki KatieJane Garside, Billa Rieflina, Lone’a Kenta i norweskiego trębacza jazzowego Nilsa Pettera Molværa.
Hector Zazou zmarł 9 września 2008 w Paryżu po przewlekłej chorobie. Jego ostatni album, nad którym ukończono pracę, In The House Of Mirrors ukazał się pośmiertnie jesienią 2008.

## Dyskografia

### Albumy
- 1976 ZNR Barricades 3
- 1978 ZNR Traité de Mécanique Populaire
- 1979 La Perversita
- 1983 Zazou/Bikaye/CYI Noir & Blanc
- 1985 Zazou/Bikaye Mr. Manager
- 1985 Géographies
- 1986 Reivax au Bongo
- 1988 Zazou/Bikaye Guilty!
- 1989 Geologies
- 1989 Géographies/13 proverbes Africains
- 1990 Zazou/Bikaye/CYI Noir & Blanc (z dodatkami)
- 1991 Hector Zazou & Les Nouvelles Polyphonies Corses Les Nouvelles Polyphonies Corses
- 1992 Sahara Blue
  - Główni wokaliści: Samy Birnbach, Richard Bohringer, John Cale, Dominique Dalcan, Sussan Deihim, Lisa Gerrard i Brendan Perry z Dead Can Dance, Gérard Depardieu, Anneli Drecker, Barbara Gogan, Khaled, Ketema Mekonn, Malka Spigel
  - Inni uczestnicy: Kent Condon, Yuka Fujii, Kenji Jammer, Vincent Kenis, Nabil Khalidi, Bill Laswell, Christian Lechevretel, Keith Leblanc, Lightwave, Gilles Martin, Denis Moulin, Renault Pion, Ryūichi Sakamoto, Steve Shehan, Guy Sigsworth, Tim Simenon, David Sylvian, Elizabeth Valetti, Daniel Yvenec
- 1992 Różni artyści Nunc Musics
- 1994 Sainkho Out of Tuva
- 1994 Różni artyści Sonora 4'94 (w tym nagranie do albumu Sahara Blue aczkolwiek pominięte, pt. „Realeza”)
- 1994 Chansons des mers froides (Pieśni z zimnych mórz)
  - Główni wokaliści: Björk, John Cale, Tokiko Kato, Lioudmila Khandi, Kilabuk & Nooveya, Catherine-Ann MacPhee, Värttina, Suzanne Vega, Wimme Saari, Jane Siberry, Siouxsie Sioux, Lena Willemark
  - Inni uczestnicy: Ainu Dancers of Hokkaido, Balanescu Quartet, Tchotghtguerele Chalchin, Brendan Perry z Dead Can Dance, Budgie, Barbara Gogan, Mark Isham, Lightwave, Sargo Maianagacheva, Demnine Ngamtovsovo, Marc Ribot, Sakharine Percussion Group, Noriko Sanagi, Sissimut Dance Drummers, Angelin Tytot
- 1995 Harold Budd/Hector Zazou Glyph
- 1997 Barbara Gogan Made on Earth
- 1998 Lights in the Dark
- 1998 Mimi Goese Soak (Zazou jest tu producentem 4 utworów)
- 1999 Carlos Nuñez Os Amores Libros
- 1999 Laurence Revey Le Creux Des Fees
- 2000 Sandy Dillon & Hector Zazou 12 (Las Vegas is Cursed)
- 2000 Bigazzi/Chianura/Henson Drop 6–The Wolf and the Moon
- 2000 Różni artyści Drop 5.1
- 2001 Anne Grete Preux Alfabet
- 2002 PGR Per Grazia Ricevuta
- 2003 Sevara Nazarxon Yol Bolsin
- 2003 Strong Currents
  - Główne wokalistki: Laurie Anderson, Jane Birkin, Lori Carson, Melanie Gabriel, Lisa Germano, Irene Grandi, Nicola Hitchcock, Nina Hynes, Caroline Lavelle, Sarah-Jane Morris, Catherine Russell, Emma Stow
  - Inni uczestnicy: Archaea Strings, Carlos Nuñez, Ryuichi Sakamoto, Stefano Bollani, Bill Rieflin, Lone Kent, Dennis Rea, Mathias Desmiers, Pierre Chaze, Renaud Pion
- 2004 L’absence
- 2006 Hector Zazou i Bernard Caillaud Quadri(+)Chromies
- 2008 Corps électriques
  - Inni uczestnicy: KatieJane Garside, Bill Rieflin, Lone Kent i Nils Petter Molvær
- 2008 In The House Of Mirrors (pośmiertnie, oczekiwany)

### Single
- 1983 Hector Zazou/Papa Wemba Malimba (12” singel)
- 1984 Zazou/Bikaye/CYI M’Pasi Ya M’Pamba (12” singel)
- 1985 Zazou/Bikaye Mr. Manager (7” i 12” single)
- 1988 Zazou/Bikaye Guilty!/Na Kenda (12” singel)
- 1990 Zazou/Bikaye Get Back (12” singel)
- 1992 „I’ll Strangle You” z Anneli Drecker i Gérardem Depardieu
- 1995 „The Long Voyage” z Johnem Cale i Suzanne Vega